# دبیرستان هراتی
دبیرستان هراتی (دبیرستان ماندگار و نمونه دولتی محمد شیخ زاده هراتی یزدی) یکی از دبیرستان‌های قدیمی و برتر شهر اصفهان است که بیش از نیم قرن پیش به همت و سرمایه محمد شیخ‌زاده هراتی یزدی تأسیس شد.
دبیرستان در خیابان کمال اسماعیل حد فاصل پل فردوسی و پل چوبی در زمینی بالغ بر ۸۷۵۰ مترمربع ساخته شده‌است. ساختمان این دبیرستان در فهرست آثار ملی استان ثبت شده‌است.
این ساختمان محل برگزاری پاره‌ای از کنگره‌ها و جشن‌های فرهنگی استان اصفهان است.
در دبیرستان هراتی هر سال، حدود ۶۵۰ نفر دانش‌آموز در پایه‌های دهم، یازدهم و دوازدهم در رشته‌های ریاضی و تجربی، با شرط قبولی در آزمون ورودی مدارس نمونه دولتی پیش از آغاز پایه دهم، ثبت‌نام می‌شوند و تحصیل می‌کنند. در این مدرسه اخلاق و مرام دانش‌آموزان مانند رتبه آوردن در کنکور مهم است.

## تاریخچه
سنگ بنای دبستان و دبیرستان در سال ۱۳۳۰ توسط شیخ‌زاده هراتی یزدی در اصفهان گذارده شد. ساختمان دبستان و دبیرستان توسط محمدعلی فیروزی، جمال ذاکری، رسول چیت ساز، حسن حسینی، کاشی تراش محمدعلی مقضی بنا شد. عملیات ساختمانی سه سال به طول انجامید و در مهر ۱۳۳۳ خورشیدی افتتاح گردید. اولین رئیس آن احمد مهران بود. در حال حاضر مدیریت دبیرستان ماندگار و نمونه دولتی شیخ زاده هراتی، جناب آقای محمد‌علی پوربافرانی هستند و همچنان دانش‌آموزان تحصیل می‌کنند.
دبیرستان هراتی در شرایط قرنطینه‌ی کرونا نیز فعالیت آموزشی خود را همچنان ادامه داد و کلاس‌ها در آن دوره بصورت وبینار آنلاین برگزار می‌شدند. در حال حاضر کلاس‌های دبیرستان بصورت حضوری در محل دبیرستان هراتی برگزار می‌شوند.

## شرایط پذیرش در دبیرستان هراتی
دبیرستان هراتی، یک دبیرستان نمونه دولتی محسوب می‌شود؛ بنابراین دانش‌آموزان باید پیش از ورود به دبیرستان در پایه دهم، در آزمون مدارس نمونه دولتی ثبت‌نام کنند و با شرط قبولی در این آزمون و شرط معدل پایه‌ی نهم، در دبیرستان پذیرفته شوند. هر ساله تعداد محدودی از دانش‌آموزان در رشته‌های ریاضی و تجربی در این دبیرستان آغاز به تحصیل می‌کنند و به همین دلیل هراتی جزء بهترین دبیرستان های اصفهان حساب می شود.

## دانش آموختگان برتر علمی، ورزشی، هنری
- ایمان جمالی تیم ملی هندبال ساکن در اروپا
- آقای طغیانی نماینده مجلس شورای اسلامی